# プリキュア ボーカルベストBOX
『プリキュア ボーカルベストBOX』は、東堂いづみ原作、東映アニメーション制作によるアニメシリーズ『プリキュアシリーズ』の各作品群における主題歌、イメージソングなどを収録したボックス・セット。2013年9月4日にマーベラスAQLから発売された。

## 概要
2013年に『プリキュアシリーズ』が10年目となったのを記念して発売された10枚組CD-BOX。第1作『ふたりはプリキュア』から第9作『スマイルプリキュア!』までの主題歌・挿入歌・イメージソングと、ボーナストラックとして未収録楽曲を含んだBGMのハイライト集、さらに放送当時最新作の『ドキドキ!プリキュア』をあわせたテレビサイズの主題歌と変身BGMを収録している。
特典として、歴代主題歌歌手のメッセージやTVシリーズでの全歌のリスト、ジャケット写真入りのディスコグラフィーなどが記載された188Pのブックレットが同梱されている。

## 収録曲
DISC1からDISC9の16曲目以降はBGMハイライト（ボーナストラック）。斜体表記はCD初収録の楽曲。

### DISC1：ふたりはプリキュア
1. DANZEN! ふたりはプリキュア
歌：五條真由美
2. ありったけの笑顔で
歌：美墨なぎさ/キュアブラック&雪城ほのか/キュアホワイト（CV：本名陽子&ゆかな）
3. Never Stop!乙女タイム
歌：高清水莉奈&久保田志穂（CV：徳光由禾&仙台エリ）
4. 雨のち天晴れ
歌：五條真由美
5. ジェットコースターなM☆M
歌：なぎさ&ほのか（CV：本名陽子&ゆかな）、コーラス：ヤング・フレッシュ
6. It's so cool〜イケてるハート〜
歌：越野夏子&森京子（CV：小清水亜美&名塚佳織）
7. プリティー・エクササイズ
歌：なぎさ&ほのか（CV：本名陽子&ゆかな）&五條真由美
8. DARKNESS
歌：Dark Singers
9. プリキュア登場!〜VOCAL RAINBOW STORM〜
歌：なぎさ&ほのか（CV：本名陽子&ゆかな）
10. 情熱!∞
歌：五條真由美
11. ここにいるよ
歌：アカネ（CV：藤田美歌子）
12. TSUBOMI
歌：雪城ほのか/キュアホワイト（CV：ゆかな）
13. 光になりたい〜like a diamonds〜
歌：美墨なぎさ/キュアブラック（CV：本名陽子）
14. Beautiful World
歌：うちやえゆか
15. ゲッチュウ!らぶらぶぅ?!
歌：五條真由美
16. なぎさのテーマ
17. ほのかのテーマ
18. プリキュア登場
19. ザケンナー召還
20. つらい思い〜　Piano Version〜
21. わき上がる闘志
22. プリキュアパワーアップ
23. DANZEN!ふたりはプリキュア〜バトル・インストヴァージョン〜

### DISC2：ふたりはプリキュア MaxHeart
1. DANZEN! ふたりはプリキュア(Ver.MaxHeart)
歌：五條真由美
2. ココロハシッテイル。
歌：美墨なぎさ/キュアブラック（CV：本名陽子）
3. if…
歌：雪城ほのか/キュアホワイト（CV：ゆかな）
4. ありがとう
歌：九条ひかり/シャイニールミナス（CV：田中理恵）
5. ムリムリ?!ありあり!! INじゃあな〜い?!
歌：五條真由美
6. delight 万歳!!
歌：美墨なぎさ（CV：本名陽子）
7. いつもとなりで
歌：雪城ほのか（CV：ゆかな）
8. Sunset☆realise
歌：九条ひかり（CV：田中理恵）
9. 木枯らしのDing Dong
歌：五條真由美
10. 〜α〜
歌：中司雅美
11. 信じる力で勇気100倍!!
歌：美墨なぎさ（CV：本名陽子）
12. ありがとう〜あなたに会えてよかった〜
歌：雪城ほのか（CV：ゆかな）
13. 〜To be continued〜
歌：九条ひかり（CV：田中理恵）
14. 旅立ちの朝に
歌：五條真由美
15. ワンダー☆ウインター☆ヤッター!!
歌：五條真由美
16. ひかりのテーマ
17. シャイニールミナス変身
18. ザケンナー登場!
19. 三人の絆（Aパート）
20. 三人の絆（Bパート）
21. 三人の絆（Cパート）
22. プリキュア・マーブルスクリューマックス・スパーク
23. DANZEN!ふたりはプリキュアver.MaxHeart〜インストヴァージョン〜

### DISC3：ふたりはプリキュア Splash☆Star
1. まかせて★スプラッシュ☆スター★
歌：うちやえゆか with Splash Stars
2. Pa!っとハレバレじゃん♪
歌：日向咲/キュアブルーム&美翔舞/キュアイーグレット（CV：樹元オリエ&榎本温子）&うちやえゆか&五條真由美
3. 海が見えたら
歌：日向咲（CV：樹元オリエ）
4. 謎の行方
歌：美翔舞（CV：榎本温子）
5. 7つの泉を奪還せよ!! 〜フィフスエレメントの逆襲〜
歌：DARK ELEMENTS
6. Yes! プリキュアスマイル♪〜夢に向かって〜
歌：咲&舞（CV：樹元オリエ&榎本温子）&うちやえゆか
7. my growing days
歌：うちやえゆか
8. 「笑うが勝ち!」でGO!
歌：五條真由美
9. Girl's Work
歌：咲&舞（CV：樹元オリエ&榎本温子）&うちやえゆか&五條真由美
10. A message of wind
歌：美翔舞（榎本温子）
11. 海に月、心に光、キラキラと。
歌：日向咲（樹元オリエ）
12. ピカピカ・ヒーリング
歌：五條真由美
13. バイセコー
歌：咲&舞（CV：樹元オリエ&榎本温子）
14. blessing
歌：うちやえゆか&五條真由美
15. ガンバランスdeダンス
歌：五條真由美 with フラッピ&チョッピーズ
16. プリキュア スプラッシュ☆スターのテーマ
17. のどかなひととき
18. 神秘的な予兆
19. ダークフォールの影 -Strings Version-
20. プリキュア新変身!月と風の力
21. プリキュア・スパイラルスター・スプラッシュ!
22. まかせて★スプラッシュ☆スター★〜インストゥルメンタル Version
23. 未来をこの手で -Light Version-

### DISC4：Yes!プリキュア5
1. プリキュア5、スマイルgo go!
歌：工藤真由、コーラス：ヤング・フレッシュ with mayumi&yuka
2. とびっきり! 勇気の扉
歌：春日野うらら/キュアレモネード（CV：伊瀬茉莉也）、コーラス：ぷりきゅあ5
3. もん!太陽ドリーム
歌：夢原のぞみ/キュアドリーム（CV：三瓶由布子）
4. リバーシブル
歌：夏木りん/キュアルージュ（CV：竹内順子）
5. グリーン・ノート
歌：秋元こまち/キュアミント（CV：永野愛）
6. Heavenly Blue
歌：水無月かれん/キュアアクア（CV：前田愛）
7. TIME MACHINE
歌：コージ&夏（CV：草尾毅&入野自由）
8. キラキラしちゃって My True Love!
歌：宮本佳那子
9. きっと大丈夫
歌：水無月かれん（CV：前田愛）
10. 信頼
歌：秋元こまち（CV：永野愛）
11. 情熱
歌：夏木りん（CV：竹内順子）
12. 夢みる女の子
歌：春日野うらら（CV：伊瀬茉莉也）
13. オッケー・バトン
歌：夢原のぞみ（CV：三瓶由布子）
14. シュート! 〜Five Explosion〜
歌：夢原のぞみ（CV：三瓶由布子）&ぷりきゅあ5
15. ガンバランスdeダンス 〜夢みる奇跡たち〜
歌：宮本佳那子 with ぷりきゅあ5
16. サンクルミエール学園
17. コワイナー出現! -Piano&Strings ver.-
18. 乙女の力、受けてみなさい!
19. 信じる仲間とともに
20. プリキュア・ファイブ・エクスプロージョン!
21. プリキュア5、スマイル go go! 〜Instrumental version

### DISC5：Yes!プリキュア5GoGo!
1. プリキュア5、フル・スロットル GO GO!
歌：工藤真由 with ぷりきゅあ5
2. ミルク・ミラクル・ミルキィ伝説
歌：ミルキィローズ（CV：仙台エリ）
3. グルグル・マジ?カル・パスポート
歌：宮本佳那子
4. リング・りん・リンク
歌：夢原のぞみ with 夏木りん（CV：三瓶由布子&竹内順子）
5. ツイン・テールの魔法〜扉をあけはなして〜
歌：春日野うらら（CV：伊瀬茉莉也）
6. Rose in rose
歌：五條真由美
7. Shine 5 Hearts
歌：ぷりきゅあ5
8. 手と手つないでハートもリンク!!
歌：宮本佳那子、コーラス：ヤング・フレッシュ
9. おかえりなさい
歌：夢原のぞみ with 夏木りん（CV：竹内順子&三瓶由布子）
10. コドモノ時間
歌：秋元こまち&水無月かれん（CV：前田愛&永野愛）
11. シロップのドロップ
歌：甘井シロー/シロップ（CV：朴璐美）
12. たとえどんなに離れていても
歌：工藤真由
13. そして、世界は拡がっていく
歌：秋元こまち&水無月かれん（CV：前田愛&永野愛）
14. 明日、花咲く。笑顔、咲く。
歌：ぷりきゅあ5 plus くるみ（CV：仙台エリ）、コーラス：キュア・カルテット
15. ガンバランスdeダンス〜希望のリレー〜
歌：キュア・カルテット
16. 勇躍!プリキュア5!
17. スカイローズトランスレイト!
18. 颯爽!ミルキィローズ
19. エターナル襲撃
20. ミルキィローズ・メタルブリザード!
21. 輝くキュアフルーレ!
22. プリキュア5、フル・スロットル GO GO! Instrumental Version

### DISC6：フレッシュプリキュア!
1. Let's!フレッシュプリキュア!
歌：茂家瑞季
2. フレッシュプリキュア・サンチャイルド
歌：キュアフレッシュ!
3. ハッピーカムカム
歌：キュアピーチ/桃園ラブ（CV：沖佳苗）
4. プリキュアMelody☆
歌：茂家瑞季
5. 星よりも、花よりも
歌：キュアベリー/蒼乃美希（CV：喜多村英梨）
6. いつもココロにほほえみを
歌：M*cube
7. You make me happy!
歌：林ももこ
8. Dreaming Flowers
歌：キュアフレッシュ!&ミユキ（CV：飯塚雅弓）
9. Let's!フレッシュプリキュア! 〜Hybrid ver.〜
歌：茂家瑞季
10. no believe，no life
歌：キュアパイン/山吹祈里（CV：中川亜紀子）
11. Special Thanks
歌：林ももこ
12. ミライノキミヘ
歌：キュアパッション/東せつな（CV：小松由佳）
13. Changing my Wind
歌：工藤真由
14. ハピネス☆Wonder land 〜笑顔のおくりもの〜
歌：キュアフレッシュ!&M*cube
15. H@ppy Together!!!
歌：林ももこ
16. Happy Days
17. ひとときの平和
18. You make me happy! -Tearful Instrumental-
19. 奇跡を呼ぶねがい
20. Hard Fight
21. Let's! フレッシュプリキュア! -Heat up Instrumental-
22. You make me happy! -Dreamy Instrumental-

### DISC7：ハートキャッチプリキュア!
1. Alright! ハートキャッチプリキュア!
歌：池田彩
2. つ.ぼ.み〜Future Flower〜
歌：花咲つぼみ/キュアブロッサム（CV：水樹奈々）
3. スペシャル＊カラフル
歌：来海えりか/キュアマリン（CV：水沢史絵）
4. GOLD〜ココロの光〜
歌：明堂院いつき/キュアサンシャイン（CV：桑島法子）
5. こころの花
歌：つぼみ&えりか&いつき
6. FULL MOON〜月が満ちるまで〜
歌：月影ゆり（CV：久川綾）
7. ハートキャッチ☆パラダイス!
歌：工藤真由
8. あしたのあたし
歌：池田彩
9. Flower Message
歌：花咲つぼみ/キュアブロッサム（CV：水樹奈々）
10. More Smiles, More Happiness
歌：来海えりか/キュアマリン（CV：水沢史絵）
11. Power of Shine
歌：明堂院いつき/キュアサンシャイン（CV：桑島法子）
12. MOON 〜月光〜ATTACK
歌：月影ゆり/キュアムーンライト（CV：久川綾）
13. こころの種
歌：つぼみ&えりか&いつき&ゆり
14. HEART GOES ON
歌：池田彩&工藤真由
15. Tomorrow Song 〜あしたのうた〜
歌：工藤真由
16. プリキュア颯爽活躍です!
17. デザトリアンのおでましだ!
18. 砕かれた心〜Light Version〜
19. 堪忍袋の緒がきれました!
20. キュアムーンライトのテーマ
21. プリキュア・ハートキャッチオーケストラ!

### DISC8：スイートプリキュア♪
1. ラ♪ラ♪ラ♪スイートプリキュア♪
歌：工藤真由
2. ドレミファプリキュア♪
歌：工藤真由&池田彩 with ハミィ（CV：三石琴乃）
3. Sm!Ie L!Nk
歌：北条響/キュアメロディ（CV：小清水亜美）
4. たいせつなもの
歌：南野奏/キュアリズム（CV：折笠富美子）
5. 希望はつづく
歌：響&奏/キュアリズム（CV：小清水亜美&折笠富美子）
6. ずっと二人で
歌：工藤真由&池田彩
7. ワンダフル↑パワフル↑ミュージック!!
歌：池田彩
8. MY TONE〜ココロノネイロ〜
歌：工藤真由 with フェアリートーン
9. ラ♪ラ♪ラ♪スイートプリキュア♪ 〜∞UNLIMITRED∞ver.〜
歌：工藤真由
10. Heart Beatは止まらない！
歌：黒川エレン/キュアビート（CV：豊口めぐみ）
11. Overture <友情序曲>
歌：キュアミューズ（CV：大久保瑠美）
12. 夢の扉
歌：キュアメロディ&キュアリズム&キュアビート&キュアミューズ
13. スマイルエール
歌：工藤真由&池田彩
14. ONE〜こころをひとつに〜
歌：チーム スイートプリキュア
15. ♯キボウレインボウ♯
歌：池田彩
16. 幸福のメロディ〜Light version〜
17. レッツプレイ!プリキュアモジュレーション〜Chorus Only〜
18. プリキュア大活躍!
19. 音楽への想い〜Piano duo version〜
20. 友情のハーモニー〜Vocalise version〜
21. プリキュア♪ハートフルビートロック!〜Alternate version〜
22. プリキュア♪スイートセッションアンサンブル!〜3人version〜

### DISC9：スマイルプリキュア!
1. Let's go!スマイルプリキュア!
歌：池田彩
2. 友だち☆ジェットコースター
歌：星空みゆき&日野あかね（CV：福圓美里&田野アサミ）
3. 明日のみんなへ
歌：池田彩＆吉田仁美
4. 虹色エブリデイ
歌：黄瀬やよい&緑川なお&青木れいか（CV：金元寿子&井上麻里奈&西村ちなみ）
5. キミが笑うだけで
歌：池田彩
6. 最高のスマイル
歌：キュアハッピー&キュアサニー&キュアピース&キュアマーチ&キュアビューティ
7. イェイ!イェイ!イェイ!
歌：吉田仁美
8. ハッピー☆ソング
歌：キュアハッピー／星空みゆき（CV：福圓美里）
9. One For All
歌：キュアサニー（CV：田野アサミ）
10. ピースフルデイズ♪
歌：キュアピース（CV：金元寿子）
11. いつも笑顔で
歌：キュアマーチ／緑川なお（CV：井上麻里奈）
12. 明日へつづく道
歌：キュアビューティ（CV：西村ちなみ）
13. 笑う 笑えば 笑おう♪
歌：スマイルプリキュア! with キャンディ（CV：大谷育江）
14. 君がいるから
歌：池田彩
15. 満開＊スマイル!
歌：吉田仁美
16. 輝け!スマイルプリキュア!
17. アカンベェ召喚
18. 不屈の闘志
19. Let's go!スマイルプリキュア!〜Cure Metal Instrumental〜
20. プリキュア・ロイヤルレインボーバースト!
21. 笑顔のレインボー〜Light Version〜

### DISC10：TV size集
1. プリキュア変身
2. DANZEN!ふたりはプリキュア（TV size）
3. ゲッチュウ!らぶらぶぅ?!（TV size）
4. プリキュア変身 MaxHeart
5. DANZEN!ふたりはプリキュア(Ver.MaxHeart)（TV size）
6. ムリムリ?!ありあり!!INじゃあな〜い?!（TV size）
7. ワンダー☆ウインター☆ヤッター!!（TV size）
8. プリキュア変身 スプラッシュ☆スター!
9. まかせて★スプラッシュ☆スター★（TV size）
10. 「笑うが勝ち!」でGO!（TV size）
11. ガンバランスdeダンス（TV size）
12. メタモルフォーゼ!
13. プリキュア5、スマイルgo go!（TV size）
14. キラキラしちゃって My True Love!（TV size）
15. ガンバランスdeダンス 〜夢みる奇跡たち〜（TV size）
16. メタモルフォーゼ! GoGo!!
17. プリキュア5、フル・スロットル GO GO!（TV size）
18. 手と手つないでハートもリンク!!（TV size）
19. ガンバランスdeダンス〜希望のリレー〜（TV size）
20. プリキュア・ビートアップ!
21. Let's!フレッシュプリキュア!（TV size）
22. Let's!フレッシュプリキュア! 〜Hybrid ver.〜（TV size）
23. You make me happy!（TV size）
24. H@ppy Together!!!（TV size）
25. プリキュア! オープン・マイハート!
26. Alright! ハートキャッチプリキュア!（TV size）
27. ハートキャッチ☆パラダイス!（TV size）
28. Tomorrow Song〜あしたのうた〜（TV size）
29. レッツプレイ!プリキュアモジュレーション
30. ラ♪ラ♪ラ♪スイートプリキュア♪（TV size）
31. ラ♪ラ♪ラ♪スイートプリキュア♪ 〜∞UNLIMITRED∞ver.〜（TV size）
32. ワンダフル↑パワフル↑ミュージック!!（TV size）
33. ♯キボウレインボウ♯（TV size）
34. プリキュア・スマイルチャージ!
35. Let's go!スマイルプリキュア!（TV size）
36. イェイ!イェイ!イェイ!（TV size）
37. 満開＊スマイル!（TV size）
38. プリキュア・ラブリンク!
39. Happy Go Lucky! ドキドキ!プリキュア（TV size）
歌：黒沢ともよ
40. この空の向こう（TV size）
歌：吉田仁美
41. ラブリンク（TV size）
歌：吉田仁美
42. プリキュアメドレー2013（Short Version）
歌：五條真由美、うちやえゆか、工藤真由、宮本佳那子、茂家瑞季、林ももこ、池田彩、吉田仁美、黒沢ともよ